# Коляновская-Богорио, Екатерина Осиповна
Екатерина Осиповна Коляновская-Богорио (рожд. Коляновская, в замуж. Репчанская, выступала под псевдонимами Богори и Богорио) (1863, Москва — ?) — русская оперная и камерная певица (колоратурное сопрано). Ученица Полины Виардо.

## Биография
Окончила в 1884 году московскую женскую классическую гимназию. Затем обучалась в Харьковском музыкальном училище РМО у Прохоровой-Маурелли. В 1884—1886 гг., по совету итальянского тенора Тамберлика, совершенствовалась в пении у Полины Виардо в Париже.
В 1886 году успешно концертировала в Париже и Италии. Вернувшись в Россию выступала в Москве, Харькове и Киеве. В 1886—1888-х гг. под псевдонимом Богори дебютировала в партии Микаэлы («Кармен») в театре «Алигьери» итальянского города Равенна, пела в Турине.
В 1888—1889-х гг. солистка Тифлисской оперы. Неоднократно принимала участие в концертах Русского музыкального общества. 6 ноября 1888 года выступила в Киеве с сольным концертом (аккомпаниатор Н. В. Лысенко). 2 марта 1889 года состоялся концерт в Харькове.
С 1891 по 1892 годы преподавала итальянское пение в Полтавском институте благородных девиц.
Принимала участие в музыкальной части публичного вечера памяти Тургенева на тему «Тургенев и музыка», устроенного Тургеневским семинарием. После, по просьбе участников семинария, написала воспоминания о Виардо и её отношениях к Тургеневу. Личный архив певицы сохранен в РГАЛИ.
Современники отмечали, что певица «обладала ровным, звонким, хорошо обработанным, но не сильным голосом „серебристого“ тембра, прекрасной колоратурной техникой. Исполнение отличалось легкостью и изяществом. В голосе отмечалось богатство и разнообразие оттенков».
В репертуар входили партии Царицы ночи («Волшебная флейта»), Виолетты («Травиата»), Джильды («Риголетто»), Маргариты («Фауст»), а также романсы П. Чайковского, произведения В. А. Моцарта, Ф. Шопена, Дж. Россини, Л. Делиба, Г. Доницетти, Дж. Верди.

## Сочинения
- Репчанская Е. О. Мои воспоминания о Виардо и её отношении к Тургеневу. <Публикация из архива М. К. Азадовского>. — «Ангара. Литературно-художественный и общественно-политический альманах». Иркутск, 1963. — № 1.  — С. 115—119.[10]